# Мирослав Гюрятинич
Мирослав Гюрятинич (ум. 28 января 1136 г.) — посадник новгородский в 1126—1128 и 1135—1136 гг. и псковский 1132—1135 гг.

## Посадничество
В 1126 г., согласно Новгородской первой летописи старшего извода, Мирослав Гюрятинич был назначен на новгородского посадника князем Всеволодом Мстиславовичем. Точно неизвестно, когда было это посадничество прекращено, но в 1128 г. новым посадником стал Завид Дмитрович. Считается, что Мирослав стал первым из новгородских посадников, кого выбрали на посадничество в 1126 г. на вече.
В 1132 г. Мирослав стал псковским посадником. Второй раз новгородским посадником он был назначен тем же князем в 1135 г. Будучи новгородским посадником он в 1136 г. приходил мирить киевлян с черниговцами, которое было безуспешным. В том же году умер 28 января.
В Новгородской первой летописи младшего извода существует список новгородских посадников из 89 имён без датировки. Среди упоминаемых посадников записано и имя Мирослава, по счёту стоит двадцатым. В других списках, которые прилагаются к Новгородской четвёртой и Ермолинской летописям, он стоит двенадцатым, идёт сразу после своего отца Гюряты. В «А се рукописание князя Всеволода» упоминается посадник Мирослав, которому было запрещено вмешиваться во внутренние дела церкви св. Ивана. Упоминаемый посадник отождествлялся с Мирославом Гюрятиничем.

## Христианское имя
По мнению В. Л. Янина, посаднические печати с христианским именем и изображением св. Иакова могли принадлежать Мирославу Гюрятиничу, тем самым второе имя у него было Иаков.

## Семья
Новгородскими посадниками были также другие родственники Мирослава Гюрятинича.
1. Гюрята
  1. Мирослав Гюрятинич
    1. Прокопий Мирославич
    2. Якун Мирославич
      1. неизвестная дочь + Мстислав Ростиславич (князь ростовский)